# 浜辺陽一郎
浜辺 陽一郎（はまべ よういちろう、1961年 - ）は、日本の弁護士、青山学院大学法務研究科教授。

## 略歴
石川県出身。1984年司法試験合格、1985年慶應義塾大学法学部卒業。1987年弁護士登録（第二東京弁護士会所属）、1992年米国インディアナ州立大学ロー・スクール（ブルーミントン）法学修士。1995年ニューヨーク州司法試験合格、弁護士登録。森・濱田松本法律事務所 濱田松本法律事務所など都内の渉外法律事務所を経て、2006年より弁護士法人早稲田大学リーガル・クリニック所属。2004-2009年早稲田大学法科大学院教授。2009年青山学院大学法務研究科教授。2013年より日本経営倫理学会常任理事。  

## 著書
- 『弁護士という人びと』三省堂 1996
- 『取締役という人びと』三省堂 1998
- 『アメリカ司法戦略』毎日新聞社 1999
- 『執行役員制度 導入のための理論と実務』東洋経済新報社 1999
- 『図解コンプライアンス経営』東洋経済新報社 1999
- 『必ず知っておきたい!取締役「こんな時どうする」基本事典』中経出版 こんな実務書がほしかった!series 2000
- 『司法改革』文春新書 2001
- 『図解株主代表訴訟』東洋経済新報社 2001
- 『商法改正の重要ポイントがよくわかる本』中経出版 こんな実務書がほしかった!series 2002
- 『「図解」わかる!商法改正』ダイヤモンド社 2002
- 『トラブルに巻き込まれないための「コンプライアンス」の基本がわかる本』PHP研究所 2002
- 『取締役・執行役になったら基本事典 改正商法対応版』中経出版 こんな実務書がほしかった!series 2002
- 『図解会社法のしくみ エッセンスがひと目でわかる「実務」のカタログ』東洋経済新報社 2003
- 『図解法律のことが面白いほどわかる本 本当のことがホントにわかる!』中経出版 2003
- 『「法的思考力」のある人は仕事ができる』日本実業出版社 2003
- 『商法・会社法がわかる事典 読みこなし・使いこなし・活用自在』日本実業出版社 2004
- 『内部通報制度 仕組み作りと問題処理』東洋経済新報社 2004
- 『もっと早く受けてみたかった「法律の授業」 いざという時、きっとあなたの役に立つ!』PHP研究所 2004
- 『コンプライアンスの考え方 信頼される企業経営のために』中公新書 2005
- 『スピード解説新会社法がわかる』東洋経済新報社 2005
- 『名誉毀損裁判 言論はどう裁かれるのか』平凡社新書 2005
- 『ロースクール実務家教授による英文国際取引契約書の書き方 世界に通用する契約書の分析と検討 第1巻』アイ・エル・エス出版 2005
- 『会社法の"本当のツボ" 重要テーマをもう一歩先まで解説』日本実業出版社 2006
- 『基本からよくわかる会社法 会社法施行規則対応版』日本能率協会マネジメントセンター 実務入門 2006
- 『仕事力アップのためのこれ1冊でわかる最新の法律知識』東洋経済新報社 2006
- 『図解新会社法のしくみ エッセンスがひと目でわかる「実務」のカタログ』東洋経済新報社 2006
- 『わかる!コンプライアンス 現場のプロが教える』PHPビジネス新書 2006
- 『会社法はこれでいいのか』平凡社新書 2007
- 『これ一冊でわかる「内部統制」』PHP研究所 2007
- 『よくわかる取締役になったら事典 新会社法完全対応版』中経出版 すぐに使える中経実務books 2007
- 『個人情報・営業秘密・公益通報Q&A』労務行政 労働法実務相談シリーズ 2008
- 『よくわかる監査役になったら事典 会社法完全対応版』中経出版 すぐに使える中経実務books 2008
- 『国際ビジネス法入門』東洋経済新報社 2009
- 『法科大学院で何を学び、司法試験をどう突破するか』法学書院 2010
- 『民法大改正 ビジネス・生活はどう変わる?』日本経済新聞出版社 2010
- 『弁護士が多いと何がよいのか 外資・ゴネ得・モンスターに負けない社会の作り方』東洋経済新報社 2011
- 『コンプライアンスの実践知識 「知らない」では済まされない!』PHPビジネス新書 2012
- 『経営力アップのための企業法務入門』東洋経済新報社 2014

共編
- 『会社定款・規程見直しのチェックポイント 新会社法対応』三浦亮太,阿南剛,勝間田学,中央青山監査法人共編 新日本法規出版 2006

監修
- 『図解雑学 内部統制』監修 ナツメ社 2007